# آزاستروئید

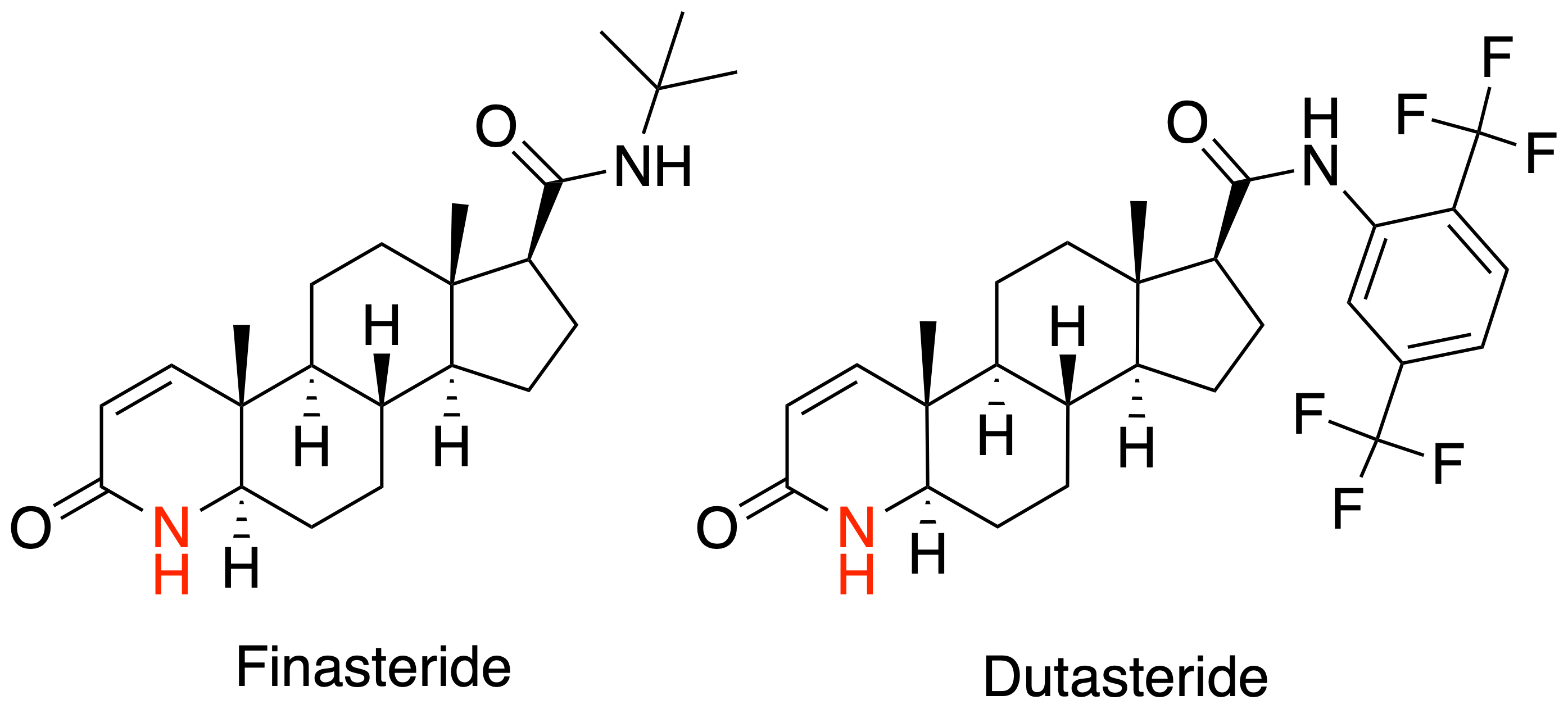
فیناستراید و دوتاستراید، دو داروی آزاستروئیدی هستند. اتم‌های نیتروژن در هر سیستم حلقه با رنگ قرمز مشخص شده‌اند.

آزاستروئید نوعی مشتق استروئیدی است که در آن، یکی از اتم‌های کربن موجود در سیستم حلقه استروئیدی با اتم نیتروژن جایگزین شده‌است. دو آزاستروئید، فیناستراید و دوتاستراید، از نظر بالینی به عنوان مهارکننده‌های ۵α-ردوکتاز استفاده می‌شوند.
برخی از ۶-آزاستروئیدها ممکن است به لحاظ دارویی مفیدی باشند، اما هنوز به صورت تجاری به بازار عرضه نشده‌اند.